# Greeicy
Greeicy Yeliana Rendón Ceballos (Cali, 30 de octubre de 1992), conocida simplemente como Greeicy, es una actriz y cantante colombiana que alcanzó fama por su personaje de Daisy O'Brian McLaren en la serie de televisión Chica vampiro (2013). Su más reciente rol actoral lo obtuvo en la serie de Netflix del año 2022 Ritmo salvaje.

## Biografía

### Primeros años
Greeicy Rendón nació el 30 de octubre de 1992 en Cali, Valle del Cauca. Es hija de Luis Alberto Rendón y Lucy Ceballos. Desde pequeña sintió interés por la actuación y música, por lo que con ayuda de sus padres, comenzó a tomar clases de actuación, piano, flauta, guitarra y canto.

### Carrera actoral

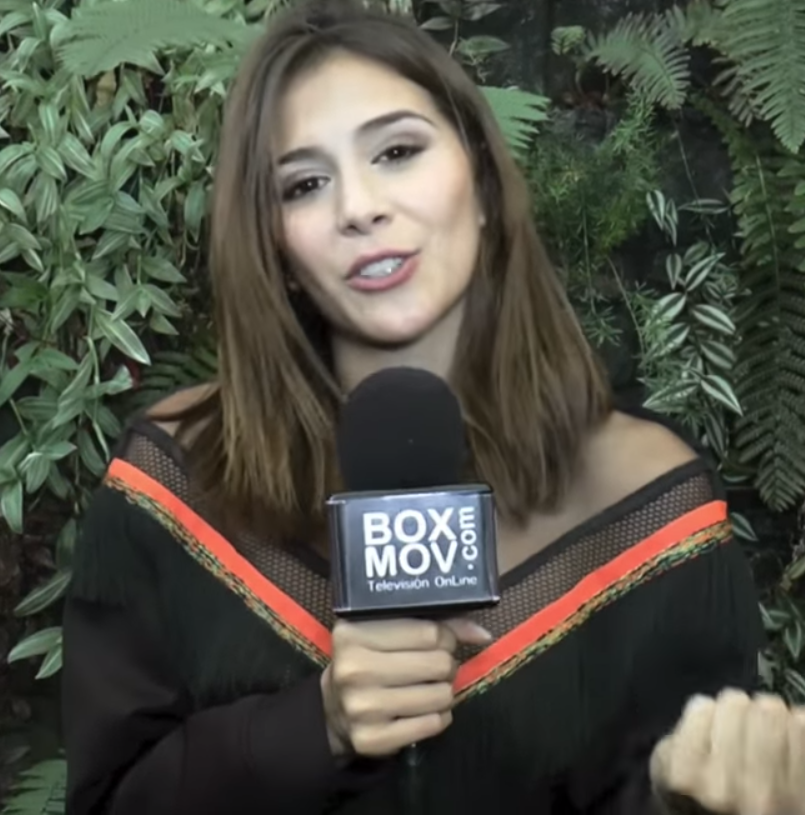
Greeicy durante el estreno de Tiro de gracia en marzo del 2015.

Su primera aparición en televisión fue en 2007, en la segunda temporada del reality show Factor Xs, en donde fue apadrinada por el cantante José Gaviria y, aunque no resultó ganadora, su participación en el reality show la ayudó para que le dieran la oportunidad de ser incluida en un casting que le valió para ingresar al mundo de la actuación. Su primer papel en televisión como actriz, fue en 2009 en la telenovela Cuando salga el sol, como Carolina Parra. Al siguiente año, fue llamada por Sergio Cabrera para interpretar a Sierva en la telenovela La Pola.
En enero de 2011, interpretó a Flor Porras en Correo de inocentes. Meses más tarde, integró el elenco principal de ¿Dónde está Elisa?, adaptación de la telenovela chilena homónima de 2009, en donde interpretó a Marcela. Ese mismo año, interpretó a Karen en la adaptación colombiana de Los años maravillosos, estrenada tres años después de ser grabada.
En 2013 interpretó a Johanna Barrera en la telenovela dramática La prepago. Ese mismo año, fue elegida por los productores de RCN Television y Televideo como protagonista de la serie de televisión Chica vampiro. La serie se estrenó el 14 de mayo de 2013 en Colombia. Después de su estrenó en Colombia, se estrenó en Italia y Francia, en donde fue un éxito. También se ha transmitido en Latinoamérica, España, Portugal, Rumania, Rusia y Polonia por Nickelodeon y Disney Channel.
En 2014, fue anunciada como la protagonista juvenil de la telenovela La ronca de oro, basada en la vida de la cantante colombiana, Helenita Vargas. En 2015 protagonizó Tiro de gracia. Ese mismo año, participó en Esmeraldas, como Paula Guáqueta Guerrero.
En 2016, fue llamada para interpretar a Camila Vega en Las Vega's, basada en la telenovela chilena del mismo nombre y se anunció que sería parte del reparto principal de Venganza, basada en la serie estadounidense Revenge. La serie se estrenó por primera vez el 2 de marzo de 2017 por Canal Trece en Argentina.

### Carrera musical
El 3 de agosto de 2017, debutó como cantante solista con el lanzamiento de su primer sencillo, «Brindemos», seguido de «Error» y «Despierta», respectivamente. En noviembre de 2017, lanzó «Amantes», en colaboración con el cantante colombiano Mike Bahía. El sencillo obtuvo un mayor éxito y le valió a Rendón para obtener un mayor impulsó en su carrera como cantante solista. También ha interpretado como solista las canciones «Más fuerte», «No te equivoques» y «Ya para qué».
A finales de 2018, lanzó «Jacuzzi», en colaboración con la cantante y compositora brasileña Anitta, además del tema «Perdón» con David Bisbal.
El 14 de marzo de 2019, presentó, «Destino», en colaboración del artista venezolano Nacho. El 7 de mayo de 2019, lanzó su primer álbum de estudio titulado Baila. Ese mismo año, recibió su primera nominación internacional como Mejor Artista de Reality Show en los Premios Juventud.
En septiembre de 2020, junto con el cantante venezolano Micro TDH grabaron un remix de canción espiritual «Jerusalema» de Master KG. Poco tiempo después, el tema se viralizó en diversas plataformas de música, redes sociales y YouTube, alcanzando millones de visualizaciones y reproducciones.
La cantante se presentó con su pareja Mike Bahía en el Estadio Nacional de Lima, gracias a su gira "Amantes Tour 2022".
El 20 de junio de 2025, se lanzó su primera canción con Karol G, titulada "Amiga Mia". Debutó en la posición 145 de la lista global de Spotify.

### Otros proyectos
En agosto de 2018, participó en el programa de televisión mexicano, Mira quién baila para Televisa y Univisión, en donde resultó ganadora. El programa fue una adaptación del programa de televisión estadounidense, Dancing with the Stars.

## Vida personal
Mantiene una relación con el cantante Mike Bahia desde el 2012. La pareja anunció que estaba esperando a su primer hijo el 20 de diciembre de 2021, luego de meses de rumores. El primogénito de la pareja, Kai Egred Rendón, nació en abril de 2022.

## Discografía
Álbumes de estudio
- 2019: Baila
- 2022: La carta
- 2024: Yeliana

## Filmografía

### Televisión
| Año  | Título                | Papel                       | Notas                          |
| ---- | --------------------- | --------------------------- | ------------------------------ |
| 2009 | Cuando salga el sol   | Carolina Parra              | Actuación estelar              |
| 2010 | Primera Dama          | Daniela Astudillo           | Actuación estelar              |
| 2010 | La Pola               | Sierva                      | Elenco recurrente              |
| 2011 | Correo de inocentes   | Flor Porras                 | Elenco recurrente              |
| 2012 | ¿Dónde está Elisa?    | Marcela                     | Actuación especial             |
| 2012 | Tu voz estéreo        | Yorleny                     | 1 episodio (La Intrusa)        |
| 2013 | La prepago            | Johanna Barrera             | Actuación estelar              |
| 2013 | Chica vampiro         | Daisy O'Brian McLaren       | Protagonista, 120 episodios    |
| 2014 | La ronca de oro       | Pilar Hincapié Vargas       | Actuación estelar              |
| 2014 | Los años maravillosos | Karen González              | Elenco principal, 34 episodios |
| 2015 | Tiro de gracia        | Verónica Bernal "Esmeralda" | Coprotagonista                 |
| 2015 | Esmeraldas            | Paula Guáqueta Guerrero     | Actuación especial             |
| 2016 | Las Vega's            | Camila Eugenia Vega         | Elenco principal, 71 episodios |
| 2017 | Venganza              | Gabriela                    | Elenco principal               |
| 2022 | Ritmo salvaje         | Karina                      | Protagonista                   |

### Realitys
| Año       | Título                                       | Papel        | Ref.   |
| --------- | -------------------------------------------- | ------------ | ------ |
| 2007      | Factor Xs                                    | Participante | [ 38 ] |
| 2018      | La vuelta al mundo en 80 risas               | Participante | [ 39 ] |
| 2018      | Mira quien baila                             | Ganadora     | [ 40 ] |
| 2019      | La vuelta al mundo en 80 risas 2.ª temporada | Participante | [ 39 ] |
| 2020-2021 | A otro nivel                                 | Jurado       | [ 41 ] |
| 2024      | La Voz Kids                                  | Entrenadora  | [ 42 ] |

## Premios y nominaciones
| Año  | Premio                       | Categoría                                           | Trabajo nominado                       | Resultado |
| ---- | ---------------------------- | --------------------------------------------------- | -------------------------------------- | --------- |
| 2012 | Premios TVyNovelas           | Mejor actriz/actor revelación por Primera dama      | Ella misma                             | Nominada  |
| 2013 | Kids' Choice Awards México   | Personaje colombiano por Chica vampiro              | Ella misma                             | Nominada  |
| 2014 | Kids' Choice Awards México   | Actriz de TV Favorita por Chica vampiro             | Ella misma                             | Nominada  |
| 2014 | Kids' Choice Awards Colombia | Actriz de TV Favorita por Chica vampiro             | Ella misma                             | Nominada  |
| 2014 | Premios TVyNovelas           | Mejor actriz protagónica de serie por Chica vampiro | Ella misma                             | Nominada  |
| 2017 | Premios TVyNovelas           | Mejor actriz de reparto de serie por Las Vega's     | Ella misma                             | Ganadora  |
| 2018 | MTV Millennial Awards        | Artista con más actitud                             | Ella misma                             | Ganadora  |
| 2019 | Premios Grammy Latinos       | Mejor nuevo artista                                 | Ella misma                             | Nominada  |
| 2019 | Premios Juventud             | Mejor Artista de Reality Show                       | Ella misma                             | Nominada  |
| 2020 | Premios Nuestra Tierra       | Canción urbana del Año                              | «Destino» (con Nacho)                  | Nominada  |
| 2020 | Premios Nuestra Tierra       | Mejor gira de conciertos                            | «Amantes Tour» (con. Mike Bahia)       | Nominada  |
| 2020 | Premios Nuestra Tierra       | Mejor vídeo del año                                 | «Destino» (con Nacho)                  | Nominada  |
| 2020 | Premios Nuestra Tierra       | Artista del público                                 | Ella misma                             | Nominada  |
| 2020 | Premios Nuestra Tierra       | Canción del público                                 | «Destino» (con Nacho)                  | Nominada  |
| 2021 | Premios Latin Plug           | Artista del año                                     | Ella misma                             | Ganadora  |
| 2021 | Premios Nuestra Tierra       | Canción Pop del Año                                 | Los Consejos                           | Nominada  |
| 2021 | Premios Nuestra Tierra       | Artista Pop del Año                                 | Ella misma                             | Nominada  |
| 2021 | Premios Nuestra Tierra       | Artista favorito del público                        | Ella misma                             | Nominada  |
| 2022 | Premios Nuestra Tierra       | Canción Pop del Año                                 | 2005 (feat. Fonseca, Cali & El Dandee) | Nominada  |
| 2022 | Premios Nuestra Tierra       | Canción tropical/salsa/cumbia                       | 2005 (feat. Fonseca, Cali & El Dandee) | Nominada  |
| 2023 | Premios Nuestra Tierra       | Canción del Año                                     | Att: Amor (feat. Mike Bahia)           | Nominada  |
| 2023 | Premios Nuestra Tierra       | Artista Pop del Año                                 | Ella misma                             | Nominada  |
| 2023 | Premios Heat                 | Mejor artista femenina                              | Ella misma                             | Ganadora  |
| 2024 | Premios Nuestra Tierra       | Canción del Año                                     | Mi Pecadito (feat. Mike Bahia)         | Nominada  |
| 2024 | Premios Nuestra Tierra       | Artista Pop Femenina del Año                        | Ella misma                             | Nominada  |
| 2024 | Premios Nuestra Tierra       | Mujer raíz de nuestra tierra                        | Ella misma                             | Nominada  |
| 2025 | Premios Lo Nuestro           | Artista femenina del año - urbano                   | Ella misma                             | Nominada  |